# Sun-Mi Hong

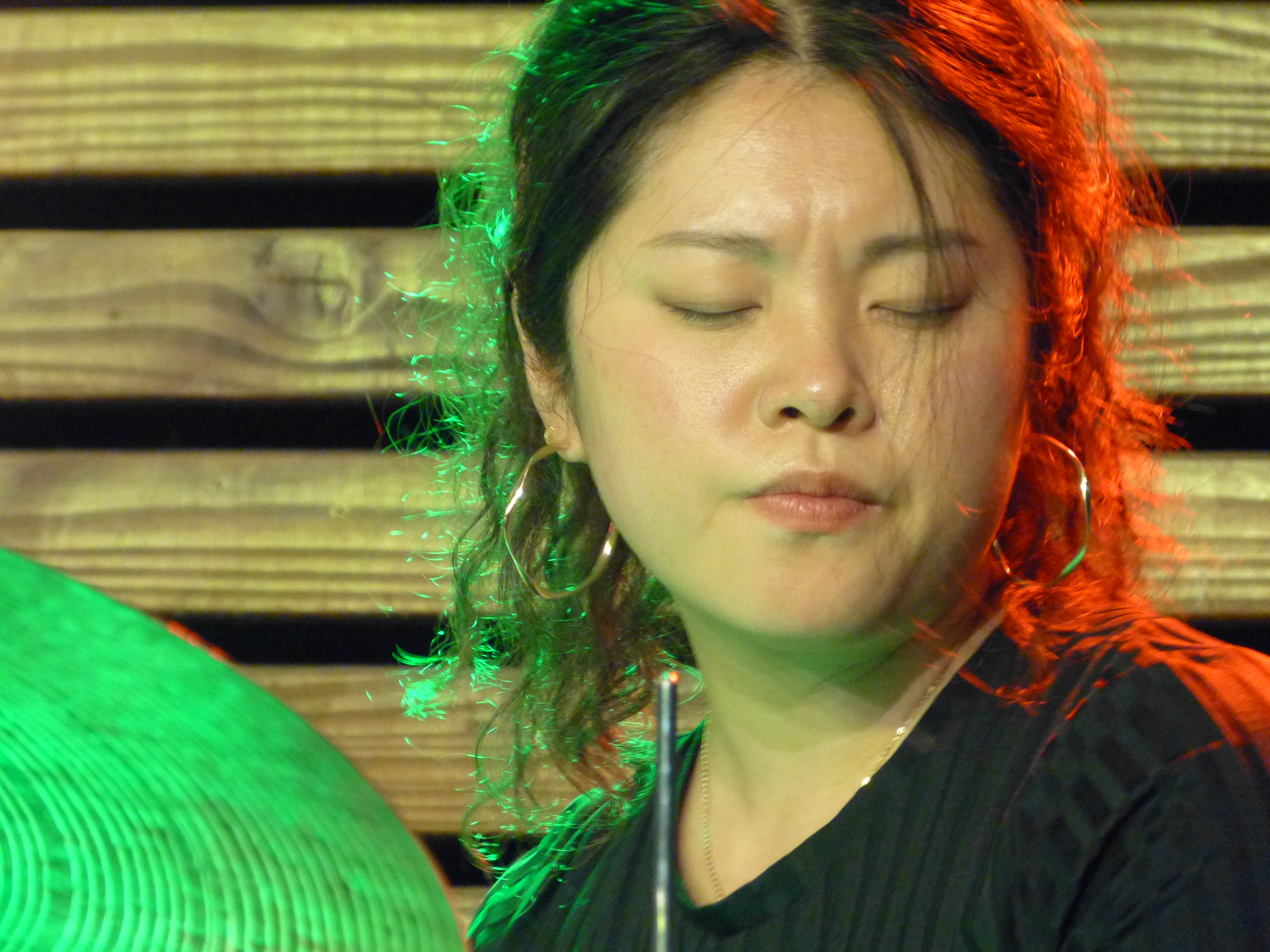
Sun-Mi Hong 2025 in Köln

Sun-Mi Hong (koreanisch 홍선미; * 15. Juli 1990 in Incheon) ist eine südkoreanische Jazzmusikerin (Schlagzeug, Komposition).

## Leben und Wirken
Sun-Mi Hong wuchs in Incheon auf. Sie entstammt einer streng protestantischen Familie und verbrachte einen Großteil ihrer Kindheit in der Kirche, wo sie Kirchenlieder sang und Klavier spielte. Bereits als Jugendliche war sie fasziniert von der Energie des Schlagzeugs, doch ihre Eltern waren zunächst dagegen, dass sie dieses Instrument erlernt, da es sich ihrer Meinung nach nicht für ein Mädchen gehörte. Im Alter von 17 Jahren begann sie schließlich Schlagzeug zu spielen, zunächst in der Kirche. Um Geld für ihren Unterricht am Konservatorium in Seoul zu verdienen, spielte sie in Casinos und auf Hochzeiten; sie erlebte jedoch Sexismus an der Hochschule, da sie als einzige Frau in ihrer Schlagzeugklasse war und Lehrer ihre Machtposition ausnutzten. Diese Erfahrungen trugen zu einem Umzug nach Amsterdam im Jahr 2012 bei.
Seit 2012 lebt sie in Amsterdam, wo sie im Jazzstudiengang des dortigen Konservatoriums studierte und 2017 ihren Master absolvierte. Dort lernte sie auch ihren langjährigen musikalischen und Lebenspartner, den schottischen Trompeter und Komponisten Alistair Payne, kennen. Sie spielte mit Karel Boehlee, Jasper Blom sowie Benjamin Herman und wurde Teil der niederländischen Jazzszene. Erste Aufnahmen entstanden 2017 mit dem Daahoud Salim Quintet (Jazz Getxo). Sie erhielt den 2. Preis der Getxo International Jazz Competition 2017 (mit ihrem Sun-Mi Hong Quintet) und war 2018 Gewinnerin der Dutch Jazz Competition. Mit ihrem Album A Self-Strewn Portrait (ZenneZ Records) hat sie den Edison Award 2021 in der Kategorie „Jazz National“ gewonnen.

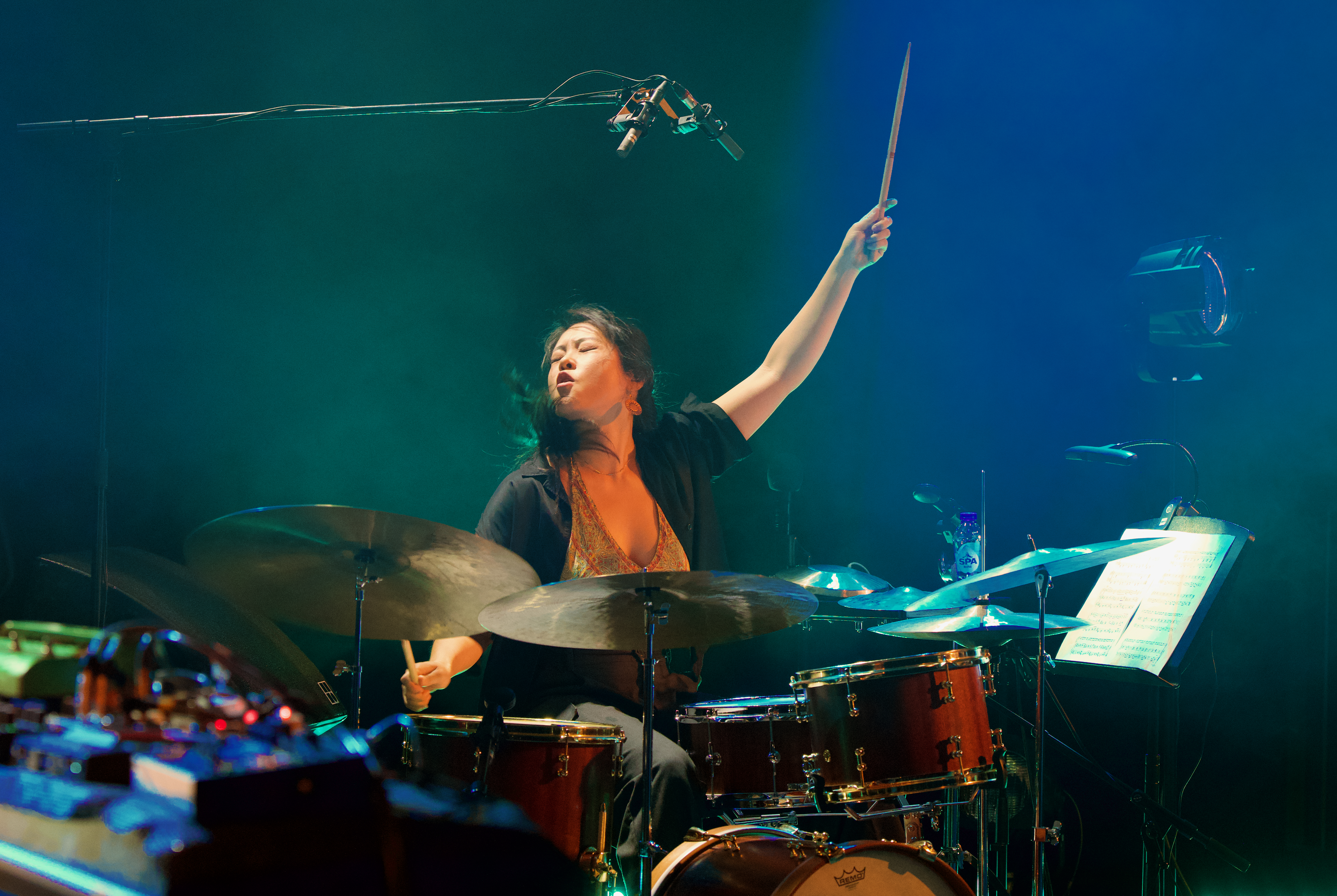
Sun-Mi Hong im Bimhuis 2023

Nach Hongs im Eigenverlag erschienenen Duoalbum IN ㅅ: Slow Walk (2021) mit dem Trompeter Alistair Payne legte sie 2022 mit ihrem Quintett (mit Alistair Payne, der Pianistin Chaerin Im, dem Tenorsaxophonisten Nicolò Ricci und dem Kontrabassisten Alessandro Fongaro) das Album Third Page: Resonance (Edition Records) vor. Hongs Kompositionen und in ihnen ihr eigenes Spiel auf dem Schlagzeug und deren Dynamik haben eine besondere Intensität. Ein wichtiger Einfluss auf ihr Spiel ist der Schlagzeuger Brian Blade, dessen einfühlsamer Stil ihre eigene Herangehensweise an das Instrument nachhaltig veränderte. „Die Klänge, die sie mit jedem Schlag auf die Felle erzeugt, sind beeindruckend ausdefiniert, vereinen Volumen mit feinsten Nuancen in der Tonentwicklung,“ wobei sie in gleicher Weise mit der kompletten Band verbunden ist. Das Album wurde von BR-Klassik zu den zehn besten Veröffentlichungen des Jahres gekürt. Mit ihrem BIDA Orchestra entstand 2023 im Bimhuis das Album Invisible Ropes (2024). Mit ihrem Quintett folgte 2025 das Album Fourth Page: Meaning of a Nest. Mit John Dikeman, Marta Warelis und Aaron Lumley nahm Hong das Album Old Adam on Turtle Island (2025) auf.
Mit ihrem Quintett trat Hong u. a. beim North Sea Jazz Festival, Jazzahead und 2022 beim Jazzfest Berlin auf. Beim Jazzfest Berlin 2024 präsentierte sie ihr neu gegründetes Bida Orchestra, das für ein Auftragswerk des Amsterdamer Bimhuis entstanden war. Der Name des Ensembles, Bida Orchestra, leitet sich vom koreanischen Wort „Bidan“ ab, das für einen fließenden, seidigen Stoff steht und das Klangbild der Gruppe beschreibt. Ihre Kompositionen für das Orchester beziehen sich auf wiederkehrende düstere und dystopische Träume aus ihrer Kindheit. Der niederländische Kultursender NTR widmete ihr bereits 2020 eine Porträt-Sendung in seiner Reihe „New Generation.“ Weiterhin arbeitete sie in Formationen von Kirke Karja, Fuensanta Méndez und Kika Sprangers/Irene Reig.

## Weblinks

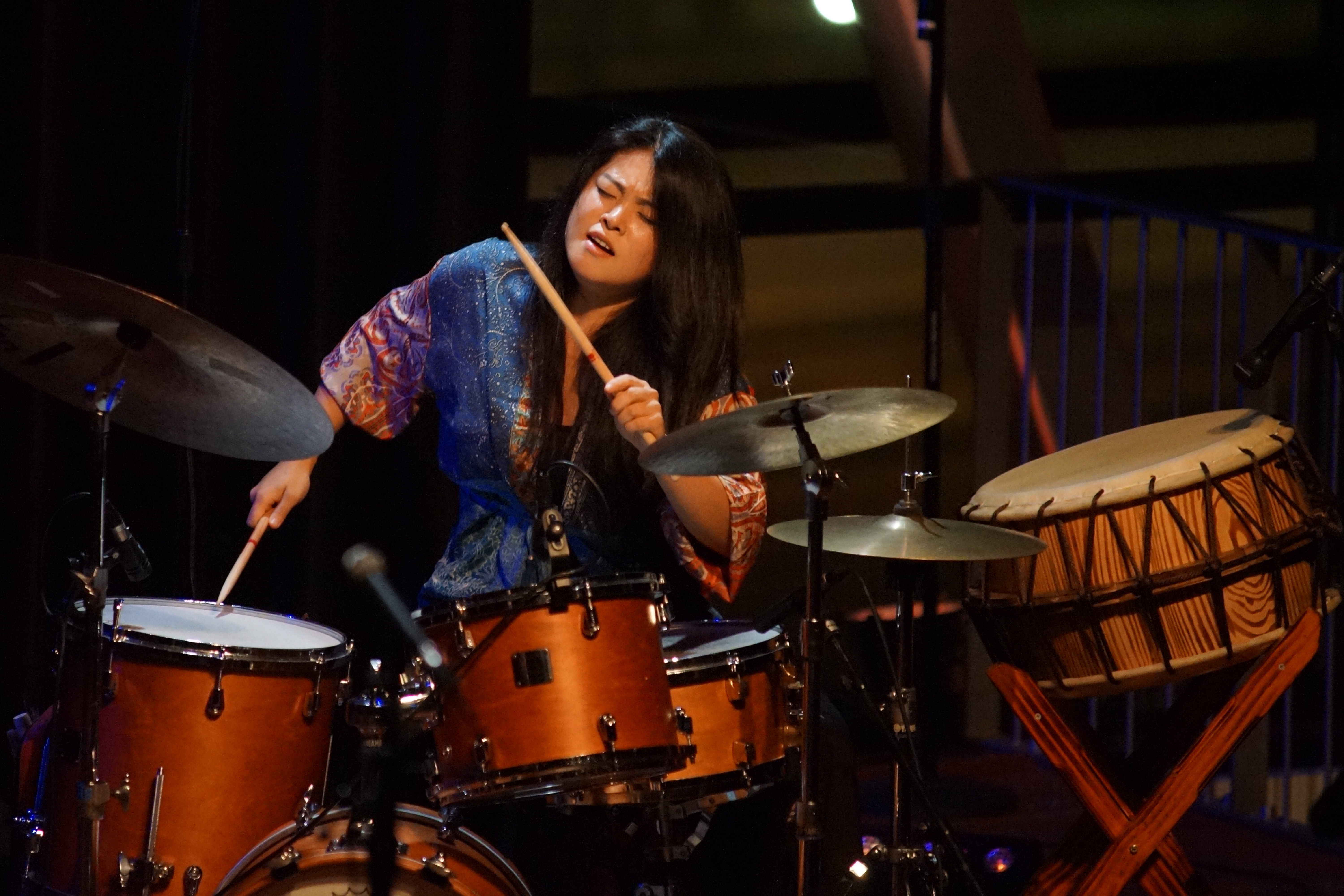
Sun-Mi Hong im Bimhuis (Amsterdam 2020)